# Teresa Meana Suárez
Teresa Meana Suárez (Gijón, 1952) es una activista feminista española, docente y filóloga especialista en lenguaje inclusivo y no sexista.  

## Trayectoria
Meana es licenciada en Filología Románica y ha ejercido siempre como profesora de lengua castellana en enseñanza secundaria en Oviedo y Valencia, donde vive desde hace 25 años. Milita en el movimiento feminista desde 1975. Se reunía clandestinamente con sus compañeras en la universidad y asistía a asambleas estudiantiles. Leían los textos prohibidos y pronto se organizaron para organizar jornadas, debates y charlas que dieran cuerpo a esas ideas que defendían con la cabeza y el propio cuerpo. Desde los años 80 se dedica especialmente a tratar el tema del sexismo en el lenguaje, una especialidad sobre la que ha impartido numerosas conferencias y talleres por toda España.
Durante seis años estuvo en América Latina, donde se especializó en las características del castellano del otro lado del Atlántico y en Santo Domingo (República Dominicana) publicó un libro de instrucciones sobre un uso no sexista del idioma e impartió un curso sobre el mismo tema en una universidad de la capital dominicana. Viajó junto con otras mujeres por México, Guatemala, Nicaragua, Costa Rica, Panamá, Colombia, Ecuador, Perú. Bolivia, Argentina, Uruguay y Chile, siempre recibidas, ayudadas y alojadas por feministas de esos países.
Es una reconocida lingüista en el ámbito académico por su análisis crítico y propositivo en torno a la opacidad androcéntrica del discurso social. Ha publicado diversos artículos sobre temas referentes a la invisibilización de las mujeres en el lenguaje. Y en el año 2002 publicó un manual sobre un uso no sexista de la lengua, titulado Porque las palabras no se las lleva el viento. En 2016, asistió como invitada especial para las Jornadas de Debate Feminista de 2016 en Montevideo. Realizó asimismo una actividad sobre lenguaje, sexismo y comunicación en el Centro de Formación de la Cooperación Española.
Desde que llegó a Valencia, Meana participa activamente en la Casa de la Dona. Y, en 2018, fue reconocida como hija adoptiva de Valencia por haber desarrollado su activismo en la ciudad con el objetivo de crear una sociedad más inclusiva, abierta y feminista.

## Obras
Ha publicado numerosos artículos sobre la cuestión de la discriminación de las mujeres en la lengua y, en concreto, en el castellano.
- Porque las palabras no se las lleva el viento (2002). Ayuntamiento de Quart de Poblet, Valencia.[16]

## Reconocimientos
- 2009. Premio Margarida Borràs, del colectivo Lambda de Valencia.
- 2010. Huésped de Honor y Medalla de Oro de la Ciudad Autónoma de Buenos Aires.[17]
- 2010. Visitante Ilustre de Bahía Blanca (Argentina).
- 2018. Hija adoptiva de Valencia.